# Temoe

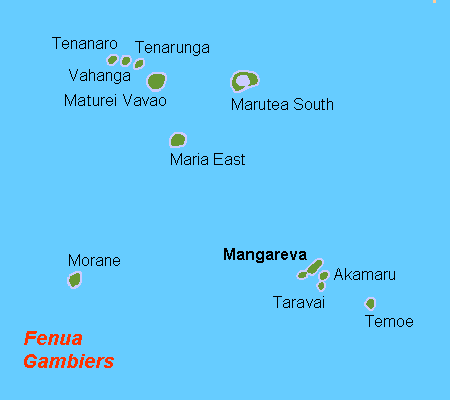
De eilanden van de gemeente Gambier

Temoe is een atol in het uiterst oostelijke deel van Frans-Polynesië. Het behoort tot de Gambiereilanden en administratief tot de gemeente Gambier en het ligt 50 km ten zuidoosten van het hoofdeiland Mangareva en 1640 km ten zuidoosten van Tahiti. Het eiland is onbewoond. Het eiland is 6,8 km lang en 4,2 km breed en heeft een oppervlakte van 2,1 km². De lagune heeft een oppervlakte van 13,1 km² en er zijn geen bevaarbare openingen naar zee. Het atol bestaat uit een krans van 40 motu's.

## Beschrijving

### Geschiedenis
Het eiland is zowel in 1934 als tussen 2001 en 2003 archeologisch onderzocht. Hieruit bleek dat het eiland tussen 1410 en 1650 bewoond is geweest.
De eerste Europeaan die het eiland in zicht kreeg was de Britse zeevaarder James Wilson op 24 mei 1797. Het eiland werd aanvankelijk Crescent Island genoemd.

## Ecologie
Er komen 26 vogelsoorten voor met vijf soorten van de Rode Lijst van de IUCN waaronder de met uitsterven bedreigde  phoenixstormvogel (Pterodroma alba).
Eilanden: Temoe - Mangareva - Aukena - Akamaru - Kamaka - Taravai